# James B.A. Robertson
James Brooks Ayers Robertson, född 15 mars 1871 i Keokuk County i Iowa, död 7 mars 1938 i Oklahoma City i Oklahoma, var en amerikansk demokratisk politiker. Han var Oklahomas guvernör 1919–1923.
Robertson studerade juridik och inledde 1898 sin karriär som advokat. Han var åklagare i Lincoln County 1900–1902. Han tjänstgjorde som domare 1909–1910.
Robertson efterträdde 1919 Robert L. Williams som Oklahomas guvernör och efterträddes 1923 av Jack Walton. Oklahoma drabbades av raskravaller under Robertsons tid som guvernör. Afroamerikanska veteraner som återvände från första världskriget ville ha medborgarrättigheter, Ku Klux Klan terroriserade den afroamerikanska befolkningen och Robertson misslyckades med att lugna situationen. Han tillsatte en kommission om rasförhållanden som bestod av åtta personer, fem vita och tre afroamerikaner. I Tulsa bröt ut stora raskravaller år 1921 och Robertson var tvungen att skicka dit nationalgardet. Han avled 1938 och gravsattes på Oak Park Cemetery i Chandler.